# Коллективист (посёлок)
Коллекти́вист — посёлок в Брасовском районе Брянской области России. Входит в составе Дубровского сельского поселения. 

## Название
Современное название получил около 1930 года по одноимённому совхозу, образованном в населённом пункте. Ранее - Степановский (вероятно, по имени землевладельца С. С. Апраксина).

## География
Расположен в 4 км к востоку от села Дубровка.

## История
Возник в XIX веке как хутор Степановский. 
С 1920-х гг. действовал совхоз. 
В 1954—1975 гг. входил в Александровский (Алешанский) сельсовет. В 1964 году в состав посёлка включена деревня Новая Гремовня.

## Население
| 2010 | 2013 |
| ---- | ---- |
| 30   | ↘23  |

| Годы      | 1866 | 1926 | 1979 | 1989 | 2002 | 2010 |
| --------- | ---- | ---- | ---- | ---- | ---- | ---- |
| Население | 25   | 6    | 124  | 74   | 63   | 34   |

## Инфраструктура
Личное подсобное хозяйство с зоной сельскохозяйственного использования, индивидуальная застройка усадебного типа.
Основа экономики — сельское хозяйство..

## Транспорт
Автобусное сообщение. Остановка общественного транспорта «Коллективист». 